# Класифікація приголосних звуків в українській мові
Приголосні звуки української мови — звуки, що утворюються за допомогою голосу й шуму (сонорні) або тільки шуму (шумні), при їх вимові струмінь видихуваного повітря, проходячи через ротову порожнину, натрапляє на різноманітні перешкоди.

При цьому, слід відрізняти звуки мови (фонеми), які є самостійними фонологічними одиницями, і звуки мовлення (алофони) , серед яких можуть бути наявні варіації реалізації (вимови) самостійних фонем (як наприклад, у слові свято, звук [вʹ] є пом'якшеною версією/ алофоном звука [в]). В українській мові нараховується 32 приголосні фонеми, що в свою чергу класифікуються наступним чином:

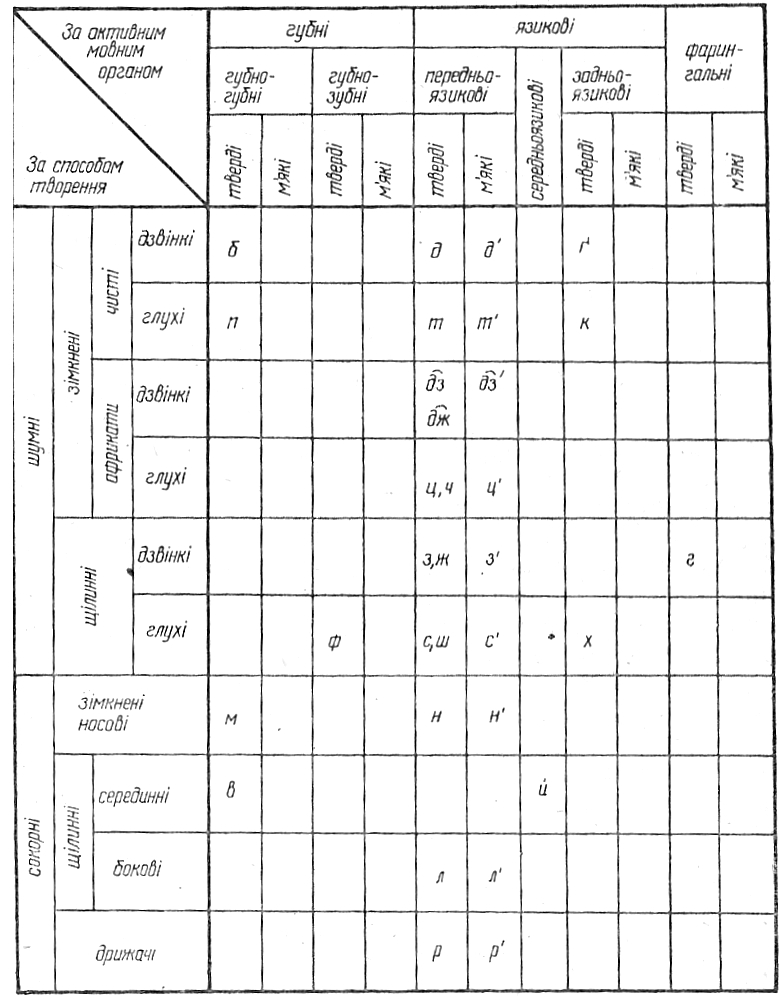
Приголосні звуки української мови

- за участю голосу та шуму (найбільший поділ, на сонорні та шумні)
  - за вокалізацією (дзвінкі та глухі);
  - за способом творення (для сонорних: проривні, африкати, фрикативні; для шумних: носові, бокові апроксиманти, апроксиманти, дрижачі);
- за пасивним органом (губні, язикові, глоткові/ гортанні);
  - за місцем творення (для губних: губно-губні, губно-зубний (один звук); для язикових: передньоязикові (до яких належать ясенні та шиплячі), середньоязиковий (один звук), задньоязикові; для глоткових: глоткові);
- за ступенем палаталізації (тверді, пом'якшені (алофон), м'які, палатальні).
- за довжиною (звичайні, довгі).

## УФА і Таблиця фонем/алофонів
УФА (українська фонетична абетка) — неуніфікована система запису звуків української мови, засобами кирилиці (переважно українською абеткою, та деякими іншими засобами письма, як білоруська літера ў чи службові символи, такі як апострофи і дужки), має значну перевагу перед МФА у вигляді графічного відокремлення м'яких і пом'якшених звуків (різних ступенів палаталізації). УФА використовується зокрема у шкільних підручниках, посібниках з української мови, українськомовних розділах вікіпедії та вікісловника.
| Спосіб утворення | Спосіб утворення    | Спосіб утворення | Місце утворення | Місце утворення      | Місце утворення | Місце утворення      | Місце утворення | Місце утворення | Місце утворення | Місце утворення      | Місце утворення | Місце утворення | Місце утворення      | Місце утворення | Місце утворення      |
| Спосіб утворення | Спосіб утворення    | Спосіб утворення | Губні           | Губні                | Губні           | Губні                | Язикові         | Язикові         | Язикові         | Язикові              | Язикові         | Язикові         | Язикові              | Глоткові        | Глоткові             |
| Спосіб утворення | Спосіб утворення    | Спосіб утворення | Губні           | Губні                | Губні           | Губні                | Передньоязикові | Передньоязикові | Передньоязикові | Передньоязикові      | Середньоязикові | Задньоязикові   | Задньоязикові        | Глоткові        | Глоткові             |
| Спосіб утворення | Спосіб утворення    | Спосіб утворення | Губно-губні     | Губно-губні          | Губно-зубні     | Губно-зубні          | Ясенні          | Ясенні          | Шиплячі         | Шиплячі              | Середньоязикові | Задньоязикові   | Задньоязикові        | Глоткові        | Глоткові             |
| Спосіб утворення | Спосіб утворення    | Спосіб утворення | тверді          | пом'якшені (алофони) | тверді          | пом'якшені (алофони) | тверді          | м'які           | тверді          | пом'якшені (алофони) | палатальні      | тверді          | пом'якшені (алофони) | тверді          | пом'якшені (алофони) |
| ---------------- | ------------------- | ---------------- | --------------- | -------------------- | --------------- | -------------------- | --------------- | --------------- | --------------- | -------------------- | --------------- | --------------- | -------------------- | --------------- | -------------------- |
| шумні            | проривні            | гл.              | [п] /p/         | [пʹ] /pʲ/            |                 |                      | [т] /t/         | [тʹ] /tʲ/       |                 |                      |                 | [к] /k/         | [кʹ] /kʲ/            |                 |                      |
| шумні            | проривні            | дз.              | [б] /b/         | [бʹ] /bʲ/            |                 |                      | [д] /d/         | [дʹ] /dʲ/       |                 |                      |                 | [ґ] /ɡ/         | [ґʹ] /ɡʲ/            |                 |                      |
| шумні            | африкати            | гл.              |                 |                      |                 |                      | [ц] /t͡s/        | [цʹ] /t͡sʲ/      | [ч] /t͡ʃ/        | [чʹ] /t͡ʃʲ/           |                 |                 |                      |                 |                      |
| шумні            | африкати            | дз.              |                 |                      |                 |                      | [д͡з] /d͡z/       | [д͡зʹ] /d͡zʲ/     | [д͡ж] /d͡ʒ/       | [д͡жʹ] /d͡ʒʲ/          |                 |                 |                      |                 |                      |
| шумні            | фрикативи           | гл.              |                 |                      | [ф] /f/         | [ф] /f/              | [с] /s/         | [сʹ] /sʲ/       | [ш] /ʃ/         | [шʹ] /ʃʲ/            |                 | [х] /x/         | [х’] /xʲ/            |                 |                      |
| шумні            | фрикативи           | дз.              |                 |                      |                 |                      | [з] /z/         | [зʹ] /zʲ/       | [ж] /ʒ/         | [жʹ] /ʒʲ/            |                 | /ɣ/             |                      | [г] /ɦ/         | [гʹ] /ɦʲ/            |
| сонорні          | носові              | дз.              | [м] /m/         | [мʹ] /mʲ/            |                 |                      | [н] /n/         | [нʹ] /nʲ/       |                 |                      |                 |                 |                      |                 |                      |
| сонорні          | апроксиманти        | дз.              |                 |                      | [в] /ʋ/         | [вʹ] /ʋʲ/            |                 |                 |                 |                      | [й] або [j] /j/ |                 |                      |                 |                      |
| сонорні          | бокові апроксиманти | дз.              |                 |                      |                 |                      | [л] /ɫ/, /l/    | [лʹ] /lʲ/       |                 |                      |                 |                 |                      |                 |                      |
| сонорні          | дрижачі             | дз.              |                 |                      |                 |                      | [р] /r/         | [рʹ] /rʲ/       |                 |                      |                 |                 |                      |                 |                      |

Коментарі:
1. Фонеми виділені напівжирним шрифтом, у той час, як звичайні залишаються незмінними.
2. Різні лінгвісти позначають звук /j/ в УФА по-різному, деякі використовують кириличну [й] для всіх випадків реалізації цієї фонеми, а хтось[1][2] використовує два різні символи, для вокалізованого звуку [ĭ] (який з'являється у більшости випадків використання літери й), та складового [j] (що з'являється у сполученні йо).
3. Звуки [х] та [г] не є абсолютно парними (вони, ніби "перестрибують" через рядок задньоязикових, до глоткових), але за відсутністю фонеми, що була б абсолютною парою, вони традиційно об'єднуються в пару [х] — [г], за глухістю та дзвінкістю. Незважаючи на це, звук /ɣ/ (парний до [х]) з'являється в якости алофона, у позиціях, де після х іде дзвінкий шумний приголосний, як у слові чахохбілі [чахоɣб’іл'і]. У шкільних підручниках, й інших джелелах, він за традицією записується як [г].
4. Тверді приголосні, що не є палаталізованими, не мають особистих означок/символів, у той час, як м'які приголосні позначаються прямим типографічним апострофом ⟨ ' ⟩, або скісною рискою/акутом ⟨ ʹ ⟩. Пом'якшені, у свою чергу, позначаються рукописним апострофом ⟨ ’ ⟩ (іноді, помилково позначається двома апострофами). Палаталіний звук [й] за відсутністю твердої пари, не позначається будь-якими засобами, крім власного накреслення.
5. Звук [в] (який розвинувся із праслов'янського звуку *w, оскільки праслов'янській мові були непритаманні звуки [v] та [f]) та запозичений звук [ф] не є парними, та навіть не є "парними через рядок", як пара [х] — [г].

### Класифікація за участю голосу та шуму (шумні, сонорні)
За участю голосу й шуму приголосні звуки поділяють на сонорні, і шумні (що, в свою чергу, поділяються на більш вокалізовані, дзвінкі, і менш цілком шумні — глухі).
- Сонорні звуки — приголосні, що характеризуються перевагою тону над шумом. Артикуляційно вони є приголосними, але за акустичними характеристиками вони наближені до голосних звуків. Це, зокрема, [в], [л], [м], [н], [р]. Звуки [л] та [р], і всі звуки в їх межах, мають назву "плавні".
- Шумні звуки — приголосні, що творяться за допомогою голосу й шуму. Залежно від наявності голосу, вони поділяються на дзвінкі й глухі.  Дзвінкі й глухі (крім [ф]) утворюють акустичні пари. Сонорні звуки таких пар не мають.

| Класифікація | Класифікація | Фонеми                                                        | Коментар                   |
| ------------ | ------------ | ------------------------------------------------------------- | -------------------------- |
| Сонорні      | Сонорні      | [в], [м], [н], [нʹ], [л], [лʹ], [р], [рʹ], [й]                | голос переважає над шумом. |
| Шумні        | Дзвінкі      | [б], [д], [дʹ], [г], [з], [зʹ], [ж], [дж], [дз], [дзʹ], [ґ]   | шум переважає над голосом. |
| Шумні        | Глухі        | [п], [т], [тʹ], [к], [с], [сʹ], [ш], [ч], [ц], [цʹ], [ф], [х] | тільки шум.                |

### Складотворення сонорними звуками
На відміну від інших слов'янських мов, таких як наприклад сербська, чеська чи словацька, в українській мові сонорні звуки не можуть утворювати склади. У запозичених з інших мов словах, що закінчуються на -тр, -др (Олександр, театр, метр, пюпітр), замість створення окремих, силабічних складів [tr̩], [dr̩] вимовляються як [тер], [дер], що мало відображення у Скрипниківці.

### Звук [ў]
Вокалізація (редукція) звуку [в] відбувається після голосних звуків, якщо після нього немає іншого голосного (при цьому, наявність голосного перед цим звуком, може бути поза межами слова, як наприклад у словосполученнях, де перше слово закінчується на голосну, а друге починається на літеру в: на вплив [на‿ўплиў], але: через вплив [че́реиз вплиў].
Критерії, за якими [в] переходить у [ў]:
- у кінці слова після голосного: став [стаў];
- всередині слова після голосного перед приголосним: автор [аўтор];
- на початку слова перед приголосним, якщо перед ним є голосна: на вплив [на ўплиў], але через вплив [че́реиз вплиў].

## Класифікація за місцем творення (губні, язикові, глоткові)
За місцем творення приголосні поділяються на:
- губні;
  - губно-губні;
  - губно-зубний звук [ф];
- язикові — приголосні, які залежно від того, яка частина язика торкається до піднебіння, поділяються на:
  - передньоязикові;
  - середньоязиковий звук [й];
  - задньоязикові;
- глотковий (фарингальний) звук [г].

| Класифікація | Класифікація     | Фонеми |
| ------------ | ---------------- | --- |
| Губні        | Губно-губні      | [б], [п], [в], [м] |
| Губні        | Губно-зубний     | [ф] |
| Язикові      | Передньоязикові  | [д], [дʹ], [т], [тʹ], [з], [зʹ], [c], [cʹ], [ц], [цʹ], [дз], [дзʹ], [ж], [ч], [ш], [дж], [л], [лʹ], [н], [нʹ], [р], [рʹ] |
| Язикові      | Середньоязиковий | [й] |
| Язикові      | Задньоязикові    | [ґ], [к], [х] |
| Глотковий    | Глотковий        | [г] |

## За способом творення
За способом творення приголосні звуки поділяються на:
- проривні:
- африкати;
- фрикативи;
- носові;
- бокові;
- апроксиманти;
- дрижачі.

| Класифікація | Фонеми                                                        |
| ------------ | ------------------------------------------------------------- |
| Проривні     | [б], [п], [д], [дʹ], [т], [тʹ], [ґ], [к]                      |
| Африкати     | [дж], [дз], [дзʹ], [ч], [ц], [цʹ]                             |
| Фрикативи    | [ф], [з], [зʹ], [с], [сʹ], [ж], [ш], [й], [г], [х], [л], [лʹ] |
| Носові       | [м], [нʹ], [н]                                                |
| Бокові       | [л], [лʹ]                                                     |
| Апроксиманти | [в], [й]                                                      |
| Дрижачі      | [р], [рʹ]                                                     |

## Класифікація за палаталізацією
Приголосні звуки за палаталізацією поділяють на тверді, пом'якшені, м'які та палатальні.
| Класифікація | Звуки | Коментар                                                        |
| ------------ | --- | --------------------------------------------------------------- |
| Тверді       | [д], [т], [л], [н], [р], [з], [ц], [с], [дз], [б], [п], [в], [м], [ф], [г], [к], [х], [ж], [ч], [ш], [ґ], [дж] | за умовченням, на позначення відповідних літер                  |
| Пом'якшені   | [бʹ], [пʹ], [вʹ], [мʹ], [фʹ], [жʹ], [чʹ], [шʹ], [джʹ], [ґʹ], [кʹ], [хʹ], [гʹ]                                  | губні, шиплячі та заньоязикові звуки, перед літерами і, я, ю, є |
| М'які        | [дʹ], [тʹ], [нʹ], [дзʹ], [цʹ], [зʹ], [сʹ], [й], [лʹ], [рʹ]                                                     | ясенні, плавні звуки, перед літерами і, я, ю, є, ь              |
| Палатальний  | [й] | за умовченням                                                   |